# 斯拉格奈堡

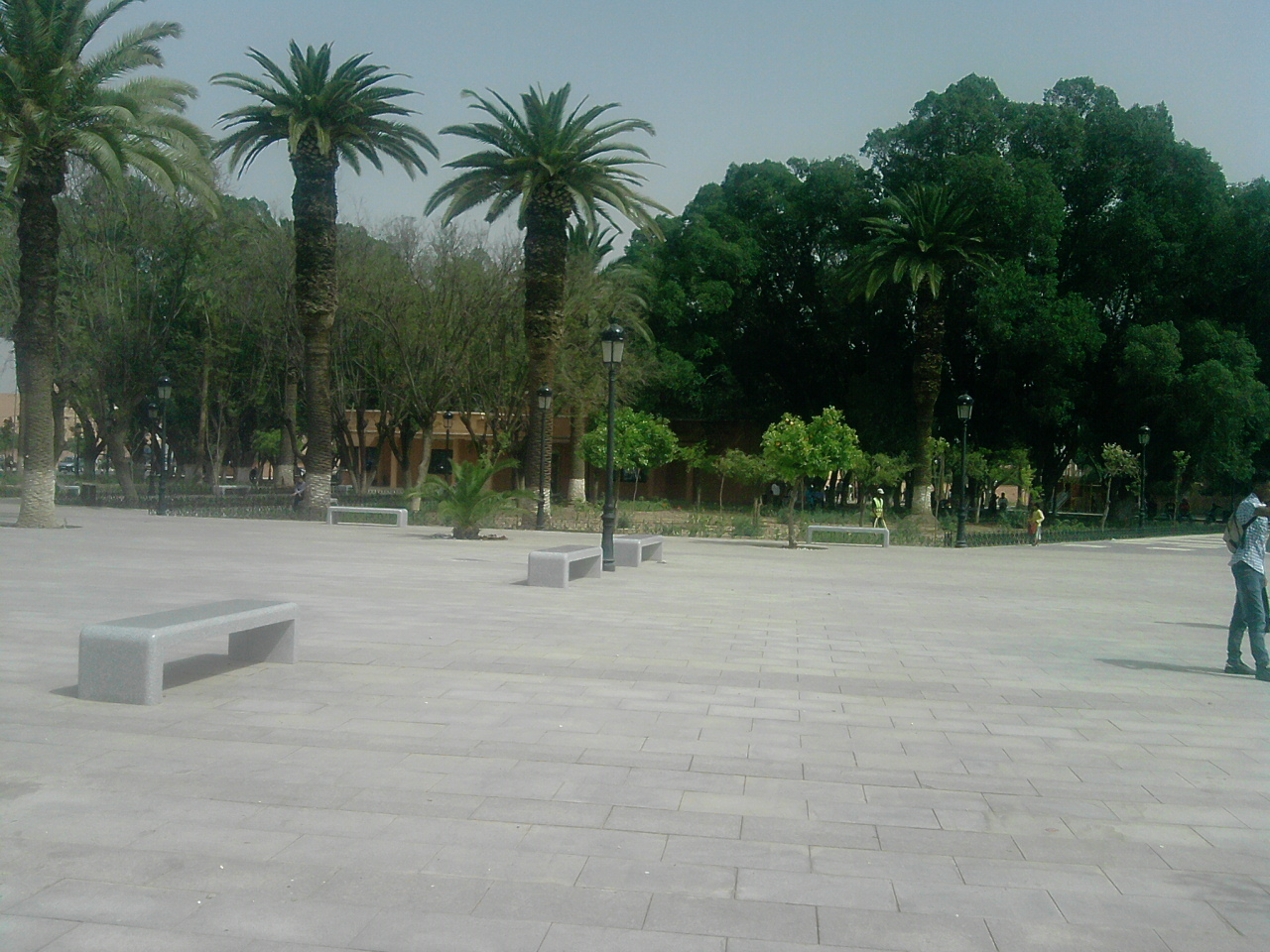
斯拉格奈堡

32°2′53″N 7°24′30″W / 32.04806°N 7.40833°W
斯拉格奈堡（阿拉伯语：‎，羅馬化：qəlʿət s-sraġna）是摩洛哥的城鎮，位於該國西北部，由馬拉喀什-薩菲大區負責管轄，是斯拉格奈堡省的首府，海拔高度400米，每年平均降雨量221毫米，2004年人口68,694。